# Stadion Kantrida
Kantrida je nogometni stadion v hrvaškem mestu Reka. Ime je dobil po delu mesta, v katerem se nahaja. Je domače igrišče NK Rijeka.
Štadion je bil zgrajen leta 1913 v nekdanjem kamnolomu, prvo razsvetljavo je dobil leta 1975, le-ta je bila leta 2005 nadgrajena in sedaj dosega standarde Fife.